# 千葉県道250号館山港線
千葉県道250号館山港線（ちばけんどう250ごう たてやまこうせん）は、千葉県館山市を走る一般県道。

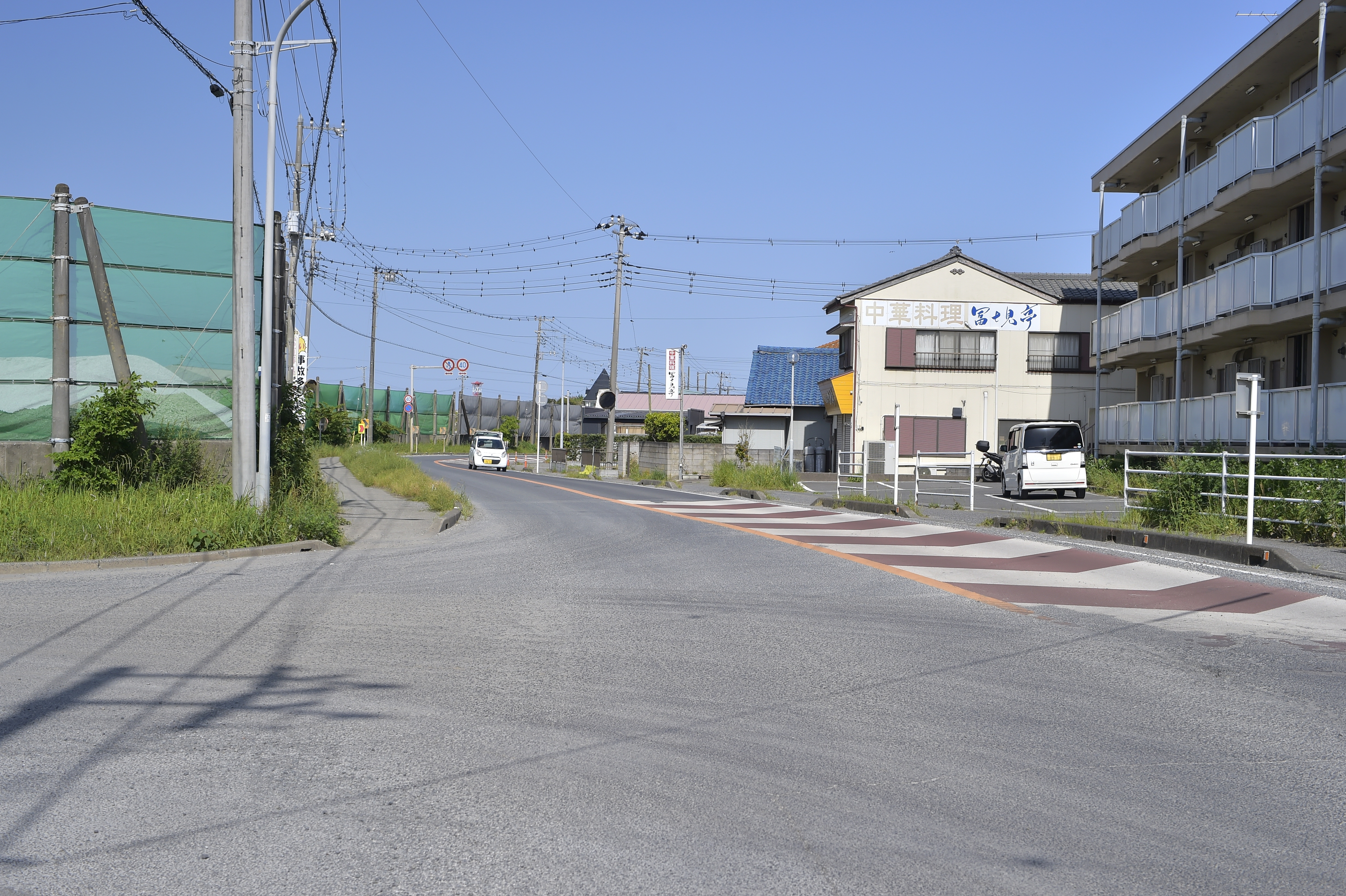
千葉県道250号館山港線
館山市沼の起点付近（2023年5月）

## 概要
館山港を接続する路線であるため、山間部からの土砂運搬のため朝方から日中はよくダンプカーが通るため歩行に注意する必要がある。
“渚の駅”たてやま前交差点以西は海岸に沿って走る。

### 路線データ
- 起点：館山市沼（館山港付近）
- 終点：館山市館山（下町交差点、国道410号・千葉県道257号南安房公園線交点）
- 総延長：1.962 km（安房土木事務所管内：1.962 km[1]）
- 重用延長：なし（安房土木事務所管内：0.0 km[1]）
- 実延長：1.962 km（安房土木事務所管内：1.962 km[1]）
- 認定年月日：1955年（昭和30年）3月4日

## 通過する自治体
- 千葉県館山市

## 交差する道路
- 国道410号・千葉県道257号南安房公園線 - 館山市館山（下町交差点、終点）